# ライソシンE
ライソシンE（lysocin E）は抗生物質の一種である。2014年に東京大学を中心とした研究グループによって、土壌細菌lysobacter sp.の培養液から発見された。
ライソシンEはグラム陽性細菌の細胞膜に存在する電子伝達系の補酵素であるメナキノンと相互作用し膜障害を生じ殺菌作用を示す。一方、真核生物は補酵素としてユビキノンを使っているため、ライソシンEの毒性はかなり低い。この作用機序は既知の抗生物質の作用機序とは異なっている。ライソシンEはメチシリン耐性黄色ブドウ球菌に対して有効である。
ライソシンEは治療効果が他の抗MRSA薬と比較して高い。そのメカニズムは血清中のアポリポプロテインA-I, IIにより抗菌活性が上昇するためである。このような機序は他の抗生物質では知られておらず、この点でもユニークな特徴をライソシンEは示している。